# Jeju Air
Jeju Air(Hangul: 제주항공; HKR: Jeju Hanggong) is een Zuid-Koreaanse luchtvaartmaatschappij met hoofdkantoor in Jeju.

## Geschiedenis
Jeju Air werd opgericht in januari 2005. Haar eerste vlucht vond plaats op 2 juni 2006. Jeju Air begon vluchten met 5 Bombardier Q400's. Deze werden rechtstreeks bij Bombardier besteld. Op 11 juli 2008 begon Jeju Air haar eerste internationale vlucht, van Jeju naar Hiroshima. In 2010 werden alle Bombardier Q400-toestellen verkocht aan Aires Colombia. Vanaf 2013 vliegt Jeju Air ook op Tokio en vanaf 1 oktober 2014 op Saipan, Noordelijke Marianen.

## Vloot
De vloot van Jeju Air was in december 2024 gemiddelde 14,8 jaar oud. In december 2024 bestond de vloot uit de volgende vliegtuigen:
| Type             | In dienst | Bestellingen | Passagiers |
| ---------------- | --------- | ------------ | ---------- |
| Boeing 737-800   | 38        | 0            | 189        |
| Boeing 737 MAX 8 | 2         | 38           | 189        |
| Totaal           | 40        | 38           |            |

## Incidenten en ongevallen
- Op 12 augustus 2007 raakte Jeju-Air vlucht 502, afkomstig uit Jeju, tijdens de landing in Busan van de baan. Van de 79 inzittenden raakten 4 mensen licht gewond. [3]
- Jeju Air-vlucht 2216 was een geplande internationale passagiersvlucht van de Internationale Luchthaven Suvarnabhumi nabij Bangkok, Thailand, naar Muan International Airport in Muan County, Zuid-Korea. Op 29 december 2024 schoot de Boeing 737-800 die de vlucht uitvoerde over de landingsbaan van Muan International Airport en crashte tegen een barrière. Van de 181 inzittenden werden 179 mensen gedood, terwijl twee mensen met verwondingen overleefden.[4]